# Molina de Segura
Pour les articles homonymes, voir Segura (homonymie).
Molina de Segura est une commune d’Espagne, dans la communauté autonome de Murcie.